# Eddy Ryssack
Eddy Ryssack, né le 20 mars 1928 à Borgerhout (Anvers) et mort le 8 janvier 2004 à Renaix (province de Flandre-Orientale), est un auteur de bande dessinée, animateur et responsable éditorial belge.

## Biographie
Eddy Ryssack naît à Borgerhout, près Anvers, le 20 mars 1928,. Durant l'exode de 1940, à 12 ans, il bénéficie pendant un an des cours de dessin de l'aquarelliste Alfred Ost. Après son service militaire, en 1948, il devient courtier d’assurances. Parallèlement, passionné par le dessin, il débute à partir de 1953, comme illustrateur dans la presse flamande pour Humoradio, devenu Humo. Il abandonne les assurances pour devenir VRP en vendant de la parfumerie en 1956, mais sans grand succès. En 1957, Ryssack entre aux côtés de Maurice Rosy chez Dupuis. En 1958, sa signature apparaît dans Spirou.

### L'animation (1959-1968)
En 1959, il crée et dirige le studio de dessins animés TVA Dupuis en produisant Teeth is money et en collaboration avec Rosy en 1962, dix remarquables adaptations des Schtroumpfs en noir et blanc pour Peyo, Le Petit Noël d’après André Franquin, Le Crocodile majuscule en 1964, Cinéma-Man en 1966. Le studio s'agrandit et recrute une équipe de dessinateurs et de scénaristes dont Raoul Cauvin, Charles Degotte, Michel Matagne, Vivian Miessen et Rosy. Il dessine sur un scénario de Michel Finas Les Aventures de Patrick Lourpidon qui connaît un récit à suivre intitulé Le Voyage interplanétaire de Patrick Lourpidon en 1960,. Cette histoire met en scène Patrick Lourpidon un petit garçon, de sœur Lisette et son ami Antoine sur la planète Foras. Il publie de nombreux mini-récits dont Le Conscrit 1127 ainsi qu'un inclassable court récit Les Artistes de Spirou au temps qu'ils ont choisi où il s'amuse à croquer de nombreux auteurs du journal dans l'hebdomadaire jeunesse Spirou publié par Dupuis. Cadre supérieur de Dupuis à partir de 1968, il continue à proposer de nombreux récits minimalistes pour Spirou, dont Arthur et Léopold, une série humoristique mettant en scène un chien et une puce en collaboration avec Raoul Cauvin, alors jeune scénariste débutant.

### Dessinateur indépendant (1969-1982)
Dans les années 1970, ses travaux sont publiés dans de nombreux périodiques francophones comme néerlandophones, notamment la série Colin Colas, publiée aux Pays-Bas dans Sjors et Sjimmie de 1970 à 2003 et pour laquelle il dessine plus de 1 000 planches. Il publie ainsi 43 épisodes et de nombreuses histoires courtes en 10 ans. Pour Jean-Pol, il scénarise la série Anne et Peter. En 1972, il dessine de courts récits ou gags d'une à trois planches dans Pilote jusqu'en 1973. En 1974, il dessine des jeux dans le Journal de Mickey. Il dessine Opa en 1975, les aventures humoristiques d’un retraité dans Eppo. En 1976, il commence une autre série humoristique Les Shmoucks sur un scénario de Michel Noirret dans Tintin ainsi que César et Rigobert pour la société Bio-Tex. Dans la décennie suivante, il travaille de plus en plus pour la publicité et s'engage dans la défense des bédéastes en présidant le syndicat des auteurs néerlandophones, la Stripgilde, puis en étant à partir de 1989 l'un des principaux responsables du Centre belge de la bande dessinée, à la création duquel il avait activement participé et pour lequel, il crée Le Chevalier de la Bulle, le personnage mascotte en armure.
Eddy Ryssack meurt le 8 janvier 2004 d'un arrêt cardiaque, à l'âge de 75 ans , à Renaix.

## Œuvres

### Albums de bande dessinée

#### Brieuc Briand
- 1. Pepe La Triche, Espace édition, coll. « Kaléidoscope », janvier 1976
Scénario et dessin : Eddy Ryssack - Couleurs : noir et blanc[14].

#### Colin Colas
- 1. Les Montagnards sont là!, Fleurus, Paris, avril 1976
Scénario : Alexander (ps. de Hans Leo Gerd von Haßler zu Roseneckh) - Dessin : Eddy Ryssack - Couleurs : Luce -  (ISBN 2-215-00269-7)[15]
- 2. L'Appel des tam-tams, Fleurus, Paris, juillet 1979
Scénario et dessin : Eddy Ryssack - Couleurs : Luce -  (ISBN 2-215-00292-1)
- 3. L'Île aux trésors, Fleurus, 2e trimestre 1980
Scénario : Yvan Delporte - Dessin : Eddy Ryssack - Couleurs : quadrichromie -  (ISBN 2-215-00341-3)
- 4. Le Monstre de Drumnadrochit, Fleurus, 3e trimestre 1980
Scénario : Yvan Delporte - Dessin : Eddy Ryssack - Couleurs : Malik -  (ISBN 2-215-00367-7)
- 5. L'Empereur des Sargasses, Hachette, septembre 1981
Scénario : Yvan Delporte - Dessin : Eddy Ryssack - Couleurs : quadrichromie -  (ISBN 2-01-008168-4)
- 6. Razzia sur la Jamaïque, Hachette, Paris, avril 1983
Scénario et dessin : Eddy Ryssack - Couleurs : Luce -  (ISBN 2-01-008922-7)
- HS. Biscuits secs et copies conformes, Milwaukee Comics, octobre 2010
Scénario et dessin : Eddy Ryssack - Couleurs : quadrichromie -  (ISBN 9782914633314),Reprend les histoires Biscuits secs et copies conformes, La Lettre de Marque, Un océan d'ennui et Le Péril jaune.
- HS. La Terreur des 7 mers, Milwaukee Comics, février 2012
Scénario et dessin : Eddy Ryssack - Couleurs : quadrichromie -  (ISBN 9782914633314),Publié auparavant en noir et blanc dans le Samedi-Jeunesse no 171 sous le titre Brieuc Briand : à l'abordage.
- HS. D'un bois trop vert, Milwaukee Comics, janvier 2014
Scénario : Jacques Alexander - Dessin : Eddy Ryssack - Couleurs : quadrichromie -  (ISBN 978-2-914633-65-9)
- HS. Les Dragons de l'archiduc, Passage, 2016
Scénario et dessin : Eddy Ryssack - Couleurs : quadrichromie - Édition pirate
- HS. Le Trésor des Monts de Noé, Milwaukee Comics, mai 2021
Scénario : Frans Buissink - Dessin : Eddy Ryssack - Couleurs : quadrichromie

#### Chevalier de la bulle (Le)
- 1. Le Chevalier de la bulle, CBBD, Bruxelles, octobre 2002
Scénario : Jean Auquier - Dessin : Eddy Ryssack - Couleurs : noir et blanc -  (ISBN 2-930196-32-7),Format à l'italienne.

#### Anne et Peter
- 1. Le Rallye des ours, Fleurus, mai 1986
Scénario : Eddy Ryssack - Dessin : Jean-Pol - Couleurs : quadrichromie -  (ISBN 2-215-00854-7)
- 3. Le Sultan de Nabab-el-Chisch, Fleurus, septembre 1986
Scénario : Eddy Ryssack - Dessin et couleurs : Jean-Pol -  (ISBN 2-215-00887-3)

#### Johnny Goodbye
- Huile de freins de morue, Hibou, Écaussinnes, 23 mars 2017
Scénario : Eddy Ryssack - Dessin : Dino Attanasio - Couleurs : quadrichromie -  (ISBN 978-2-87453-092-0)[16]

#### Patrick Lourpidon
- 1. Patrick Lourpidon[17], Bédésup, juin 1981
Scénario : Michel Finas - Dessin : Eddy Ryssack - Couleurs : noir et blanc,Tirage limité à 2500 ex.
- 2. Les Aventures Interplanétaires de Patrick Lourpidon, Le Coffre à BD, coll. « Éditions du Taupinambour », juin 2006
Scénario : Michel Finas - Dessin : Eddy Ryssack - Couleurs : quadrichromie -  (ISBN 2-350-07030-1)

#### Shmoucks (Les)
- 1. Le Douanier furieux, Milwaukee Comics, décembre 2009
Scénario : Michel Noirret - Dessin : Eddy Ryssack - Couleurs : noir et blanc -  (ISBN 2-914633-23-8)

### Artbook
- Christelle Pissavy-Yvernault et Bertrand Pissavy-Yvernault, Franquin, Morris, Jijé, Sempé... : 200 couvertures inédites pour le journal Le Moustique, Marcinelle, Dupuis, 1er novembre 2015, 312 p., ill. ; 29,8 cm (ISBN 978-2-8001-6571-4, présentation en ligne).

### Collectifs
- Pepperland 1970 1980, Peperland, Bruxelles, 1980
Scénario : collectif - Dessin : collectif dont Eddy Ryssack - Couleurs : noir et blanc,Artbook. BD hommage à librairie Pepperland, titrée en page 1 : 80 chats pour Tania, 10 ans pour Pepperland. Elle présente un historique de la librairie, des photos, des strips et des dessins de chats.
- Collectif dont Eddy Ryssack, Pétition[18] : À la recherche d'Oesterheld et de tant d'autres !, Amnesty International - Belgique francophone ASBL Groupe 64, novembre 1986, 47 p. (présentation en ligne), p. 1 strip,album broché, noir et blanc
- INT1. La B.D. chante Brel - Le Plat Pays + Les Prénoms, Brain Factory, septembre 1988
Scénario : collectif - Dessin : collectif dont Eddy Ryssack - Couleurs : quadrichromie -  (ISBN 1-87085-805-0)Contribution : Les Flamandes (4 planches).
- Animaux a(d)mis[19], Alliance européenne, Tilff, janvier 1990
Scénario : collectif - Dessin : collectif dont Eddy Ryssack -  (ISBN 2-87364-000-6)
- Téléthon[20], Le Lombard, Bruxelles, juin 1990
Scénario et couleurs : collectif - Dessin : collectif dont Eddy Ryssack -  (ISBN 2-8036-0894-4)
- 6 Histoires bien portantes, Association contre le cancer, Bruxelles, 1993
Scénario : collectif - Dessin : collectif dont Eddy Ryssack - Couleurs : quadrichromie -  (ISBN 2-87247-010-7)Participation : Fumhystérie (5 planches).
- Contes de Noël du journal Spirou 1955-1969, Dupuis, coll. « Patrimoine », Marcinelle, 27 novembre 2020
Scénario et dessin : collectif dont Eddy Ryssack - Couleurs : quadrichromie -  (ISBN 979-10-34738-18-2)

### Samedi-Jeunesse
- Conscrit 1127[21], (24 p.), no 72 d'octobre 1963
- Brieuc Briand : À l'abordage, no 171 de janvier 1972[22]

### Super As
| Année | Titre                             | Nombre de planches | Scénariste        | Début (numéro) | Fin (numéro) |
| ----- | --------------------------------- | ------------------ | ----------------- | -------------- | ------------ |
| 1979  | Les Montagnards sont là !         | 44                 | Jacques Alexander | 1              | 9            |
| 1979  | L'Appel des tam-tams              | 44                 | Eddy Ryssack      | 10             | 18           |
| 1979  | Biscuits secs et copies conformes |                    | Eddy Ryssack      | 19             | 22           |
| 1979  | La Lettre de marque               |                    | Eddy Ryssack      | 23             | 24           |
| 1979  | Holiday on ice                    |                    | Eddy Ryssack      | 25             | 26           |
| 1979  | L'Île aux trésors                 | 44                 | Yvan Delporte     | 27             | 33           |
| 1979  | Les Dragons de l'archiduc         | 8                  | Yvan Delporte     | 35             | 35           |
| 1979  | Silence sur la mer !              | 6                  | Eddy Ryssack      | 37             | 37           |
| 1979  | Une toile dans le vent            | 8                  | Eddy Ryssack      | 39             | 39           |
| 1979  | La Bande terrifiante              | 8                  | Yvan Delporte     | 41             | 41           |
| 1979  | Une mémé de haute mer             | 8                  | Eddy Ryssack      | 42             | 42           |
| 1979  | Le monstre de Drumnadrochit       | 44                 | Yvan Delporte     | 45             | 51           |
| 1980  | On a volé la "Poule d'eau"        |                    | Eddy Ryssack      | 54             | 55           |
| 1980  | Pour une soupe à l'oignon         | 6                  | Eddy Ryssack      | 57             | 57           |
| 1980  | Un océan d'ennui                  | 7                  | Eddy Ryssack      | 63             | 63           |
| 1980  | Souricière à pirates              | 7                  | Eddy Ryssack      | 65             | 65           |
| 1980  | La Trahison de Colin Colas        | 7                  | Eddy Ryssack      | 70             | 70           |
| 1980  | Le Péril jaune                    | 7                  | Eddy Ryssack      | 74             | 74           |

### Collections publiques
2 œuvres de cet artiste sont conservées au Centre belge de la bande dessinée et font partie du patrimoine mobilier de la région Bruxelles-Capitale.

## Prix
- 1980 :  prix Saint-Michel du meilleur dessin humoristique pour L'Appel des tams-tams (Colin Colas, t. 2)[25].

#### Études
- Danny De Laet et Yves Varende, Au-delà du septième art : histoire de la bande dessinée belge, Bruxelles, Ministère des affaires étrangères, du commerce extérieur et de la coopération au développement, coll. « Chroniques belges » (no 322), 1979, 302 p., ill. (OCLC 301693218, lire en ligne).

#### Livres
: document utilisé comme source pour la rédaction de cet article.
- Jean Van Hamme, Introduction à la bande dessinée belge, Bruxelles, Bibliothèque royale de Belgique, 1968, 80 p., ill. ; 26 cm (lire en ligne), p. 43[catalogue] publié à l'occasion de l'exposition La bande dessinée en Belgique, Bibliothèque Albert Ier, [Bruxelles], du 29 juin au 25 août 1968.
- (de) Andreas C. Knigge, Comic Lexikon, Francfort-sur-le-Main, Berlin et Vienne, Ullstein Verlag, 1988 (ISBN 3-548-36554-X), p. 386-387
- Henri Filippini, Dictionnaire de la bande dessinée, Paris, Bordas, 1989, 731 p., ill. ; 27 cm (ISBN 2-04-018455-4, OCLC 1244909550, BNF 35065653, présentation en ligne), p. 670.
- Jean-Louis Lechat, Un demi-siècle d’aventures t. 2 : 1970 - 1996, Bruxelles, Le Lombard, 5 décembre 1996, 224 p., ill. ; 31 cm (ISBN 280361233X, OCLC 37995939, BNF 37539082, présentation en ligne), p. 51.
- Jacques Fiérain, « Ryssack, Eddy », dans La BD à Bruxelles et en Brabant, Charleroi, Éd. l'Âge d'or, avril 2003, 144 p., ill. ; 31 cm (ISBN 9782960119664 et 2960119665, OCLC 470388171, présentation en ligne), p. 121.
- Patrick Gaumer, « Ryssack, Eddy », dans Dictionnaire mondial de la BD, Paris, Larousse, 2010, 953 p., ill. ; 27 cm (ISBN 978-2-0358-4331-9 et 2-0358-4331-6, OCLC 920924930, présentation en ligne), p. 744. .
- (nl) Jan Hoet et Dany Vandenbossche, « Eddy Ryssack », dans De wereld van de strips in originelen [« Le Monde de la bande dessinée en originaux »], Bruxelles, Vlaams Parlement, 2013, 68 p., PDF (OCLC 901366732, lire en ligne), p. 22. .
- Philippe Mellot, Michel Denni, Laurent Turpin et Isabelle Morzadec, Trésors de la bande dessinée : BDM 2021-2022 - Catalogue encyclopédique et Argus, Paris, Les Arènes, novembre 2020, 22e éd., 1700 p., ill. ; 23 cm (ISBN 9791037502582, OCLC 1240308146, présentation en ligne), p. 180, 267, 280, 600, 845, 1390. .

#### Périodiques
- Eddy Ryssack (int. par Kris De Saeger), « Rencontre avec... Ryssack », Bédésup, nos 18-19,‎ décembre 1981, p. 68-71 (ISSN 0224-9588).
- Louis Cance, « Remember Eddy Ryssack », Hop !, Aurillac, AEMEGBD, no 102,‎ 1er juin 2004 (ISSN 0768-9357)
- Patrick Weber, « Phylacthèrothèque - Colin Colas », dBD, no 68,‎ novembre 2012, p. 90-91 (ISSN 1951-4050).

#### Articles
- Patrick Pinchart, « La disparition d’Eddy Ryssack », ActuaBD,‎ 8 janvier 2004 (lire en ligne, consulté le 26 août 2022).
- Claude Moliterni, « Eddy Ryssack, l’un des plus remarquables représentants de la BD flamande est décédé d’un arrêt cardiaque le jeudi 8 janvier 2004. », BDzoom,‎ 9 janvier 2004 (lire en ligne, consulté le 26 août 2022).